# La Roche-sur-le-Buis
 La Roche-sur-le-Buis  là một xã thuộc tỉnh Drôme trong vùng Rhône-Alpes ở đông nam nước Pháp. Xã La Roche-sur-le-Buis nằm ở khu vực có độ cao trung bình 638 mét trên mực nước biển.